# Anne Calthorpe
Anne Calthorpe, född okänt år, död före 1582, var en engelsk hovfunktionär.  Hon var hovdam till drottning Katarina Parr, och implicerades i processen mot Anne Askew. Hon fängslades under 1552 för häxeri. 
Hon var dotter till Sir Philip Calthorpe of Burnham Thorpe och Jane Blennerhassett, och gifte sig 1538 med Henry Radclyffe, 2nd Earl of Sussex. Äktenskapet var olyckligt, då hon var protestant och maken katolik. 
Hon anställdes 1543 som hovdam åt drottning Katarina Parr. När Anne Askew greps för kätteri 1546, förhördes hon för att utpeka protestanter vid hovet. Stephen Gardiner, Thomas Wriothesley och Richard Rich förhörde utan framgång Askew för att utpeka en grupp inflytelserika kvinnor vid hovet bestående av drottning Katarina Parr, Anne Herbert, Katherine Willoughby, Anne Stanhope och Anne Calthorpe, för kätteri. 
Hon separerade från sin make 1547/1549. Hon greps och sattes i Towern 1552 åtalade för att ha utövat häxeri genom att uttala profetior mot kungen. Hon släpptes efter en kortare tids fångenskap. Hon levde utomlands under Marias regeringstid. Hennes make genomdrev en skilsmässa 1555. Hon gifte 1559 om sig med Andrew Wyse.